# Bolognetta
Bolognetta (Agghiastru in siciliano) è un comune italiano di 4 074 abitanti della città metropolitana di Palermo in Sicilia.

## Geografia fisica

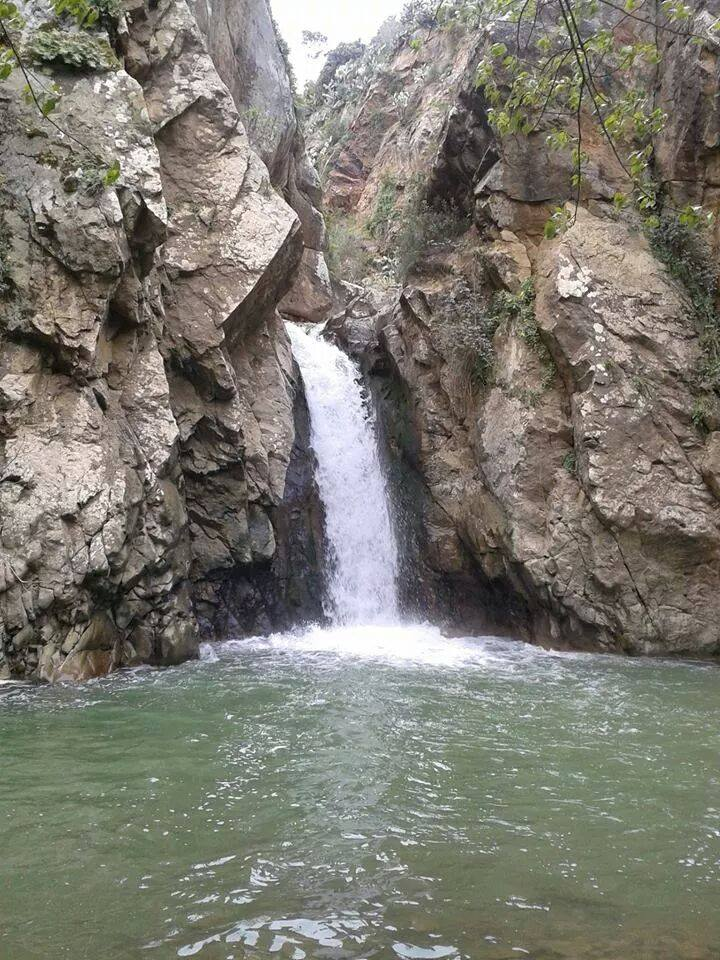
Cascate di San Nicola

Il territorio di Bolognetta è prevalentemente collinare, il centro abitato ha un'altezza media di 330 metri. 
Il Monte Casachella con i suoi 786 metri è la montagna più alta.
Il territorio è attraversato dal fiume Milicia, che nasce nel Bosco di Ficuzza e sfocia nel Mar Tirreno, nei pressi di Altavilla Milicia.
La flora è composta prevalentemente da alberi di ulivo ed agrumi.
La fauna è rappresentata dal coniglio selvatico, dalla volpe, dalla gazza e dalla tortora.

## Storia
Il 12 settembre 1600, Vincenzo Beccadelli di Bologna vendette il feudo di Casaca a Marco Mancini, barone di Tumminii. Quest'ultimo si impegnava qualora si fosse formato un comune a dare il nome di Bolognetta, ma così non accadde e il paese che si formò prese il nome di Santa Maria d'Ogliastro. Al predetto Marco Mancini succedette la famiglia Parisi con l'obbligo di prendere il nome ed il cognome Mancini.
Il nome del comune prese spunto da una cappella votiva in onore della Madonna, nelle cui vicinanze si trovava un albero di oleastro (olivo selvatico, Olea europaea var. sylvestris).
Le prime notizie della presenza di un fondaco si hanno a partire dal 1714, dove Santa Maria d'Ogliastro viene citata come luogo di sosta nella regia trazzera per Agrigento.

### La famiglia Monachelli

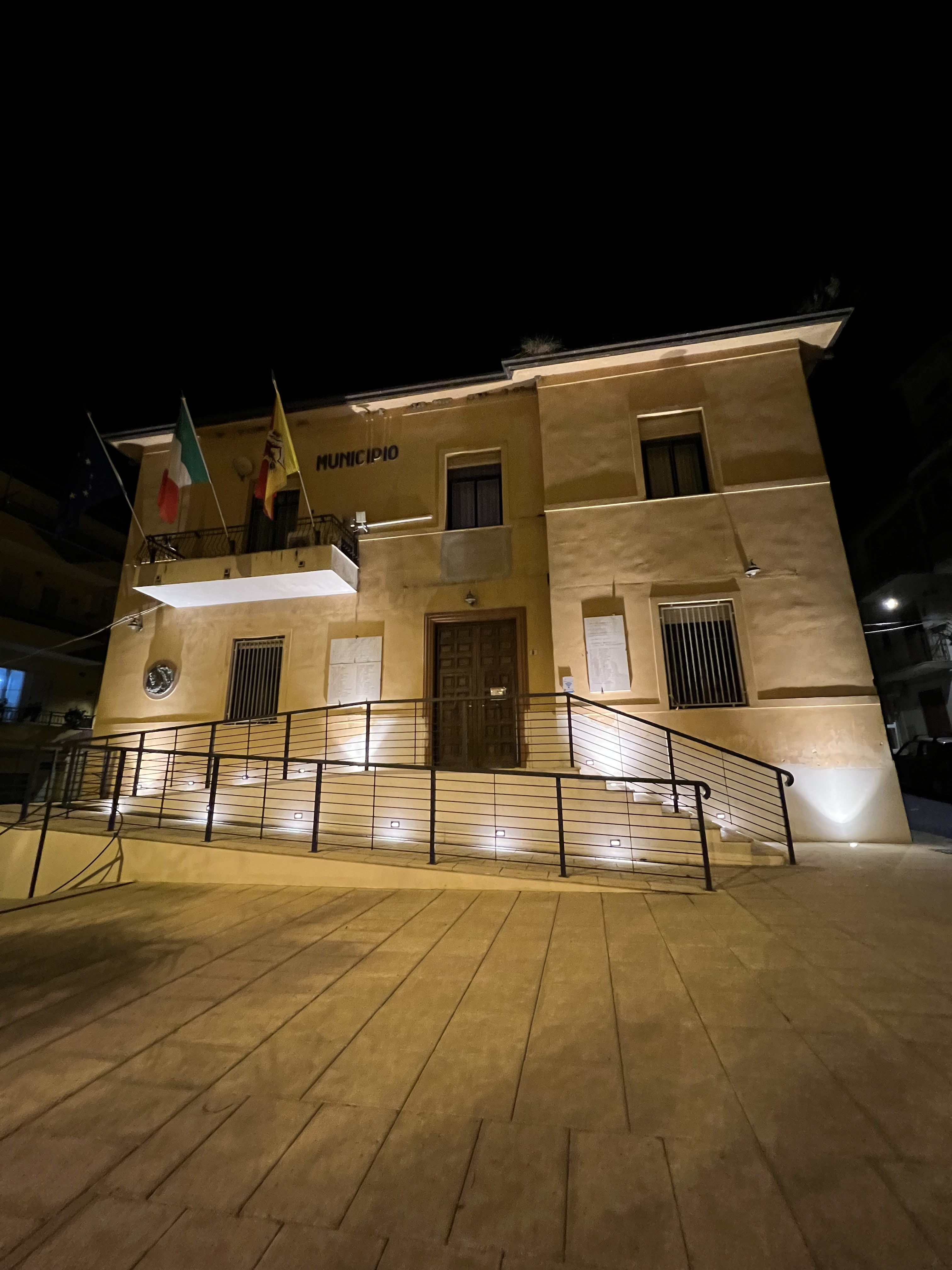
La sede comunale

Famiglia di notabili e proprietari terrieri di cui si ha notizia fin dal 1714, quando Lorenzo Monachelli dichiara il possesso di terreni in contrada Giampaolo e Casaga. Un Monachelli sposò all'inizio dell'800 una figlia di Marco Mancino VII, principe di Torrebruna. Alla scomparsa dei Mancino la loro enorme proprietà in terreni e case passò al partito-famiglia Monachelli, che dominò la vita economica, politica e religiosa del paese e si scontrò con il ceto medio e i contadini, cui davano in affitto i fondi. Tra i sindaci che si opposero alla famiglia si ricordano nel primo Ottocento Stefano Campo e Antonio Zerilli e nel secondo '800, il notaio Vincenzo Benanti.
Altre famiglie notabili furono i Di Salvo, baroni di Tumminia, i Benanti, i Malleo, i Bongiorno, gli Orobello, i Lo Brutto, i Romano.

### La rivolta del sette e mezzo
Dal 15 al 22 settembre 1866 scoppiò a Palermo e dintorni una rivolta popolare anti-governativa chiamata, per la sua durata, del "sette e mezzo", come il famoso gioco di carte. Tra i motivi l'istituzione del servizio militare obbligatorio, la delusione per la mancata distribuzione delle terre promesse da Garibaldi, l'esproprio dei beni ecclesiastici.
In contrada Roccabianca, il 19 settembre, una pattuglia di 10 carabinieri guidati dal brigadiere Remigio Taroni, si scontrò con una banda di "briganti e rivoluzionari". Due militi si dispersero e uno, gravemente ferito, morì subito dopo. La folla insorta assaltò la caserma sita in Piazza Matrice, dove si erano ritirati i carabinieri. Nello scontro, due di essi furono uccisi e i cadaveri trascinati per le vie del paese, mentre tra i ribelli cadde Matteo Lo Piccolo. Per non cadere in mano agli insorti i carabinieri si suicidarono, solo il brigadiere Panizza si salvò per l'esaurimento delle munizioni. Al brigadiere Taroni è oggi intitolata la caserma di Corleone.
La repressione portò a diversi arresti e colpì i fratelli Cosimo e Francesco Lo Bue, provenienti da Misilmeri, che furono condannati ai lavori forzati.

### Il cambiamento di nome
Dal 1º febbraio 1883 il paese Santa Maria d'Ogliastro cambiò nome in Bolognetta. La decisione fu presa dal consiglio comunale riunito l'8 ottobre 1882, presieduto dal notaio Vincenzo Benanti, facente funzioni di sindaco. I motivi da lui illustrati furono due:
- la scelta di rispettare la volontà di Vincenzo Beccadelli-Bologni nell'atto di compravendita del feudo stipulato con Marco Mancino nel 1600;
- la necessità di evitare che, essendo presenti in Italia diversi luoghi con la denominazione Ogliastro, si verificassero equivoci e malintesi burocratici nelle comunicazioni pubbliche e private.

Secondo la tradizione orale, invece, il cambiamento derivava dalla volontà di cancellare il ricordo della strage di carabinieri verificatisi nella rivolta del 1866. Negli anni precedenti al 1882 si erano verificati altri clamorosi delitti in paese tra cui l'assassinio della moglie del possidente Giovanni Leopoldo Monachelli, del sacerdote Francesco Orobello, dell'ex frate Spinnato. L'ex sindaco Giorgio Verdura, ferito in un agguato, aveva denunziato, prima di morire, gli esecutori e i mandanti, tra cui il notaio Vincenzo Benanti, ma l'inchiesta si concluse con un nulla di fatto (1879).

### Simboli

Stemma di Bolognetta

Lo stemma ufficiale e il gonfalone sono stati approvati con l'apposito decreto del presidente della Repubblica dell'8 novembre 1982.
Il gonfalone ha la seguente blasonatura:

## Monumenti e luoghi d'interesse

### Architetture religiose
Bolognetta ha una discreta presenza di monumenti. Tra questi si ricordano il duomo di Maria Santissima del Carmelo e la chiesa del Santissimo Sacramento.

### Architetture civili
- Palazzo Mancino
- Palazzo Monachelli

### Altro
- Museo della casa contadina

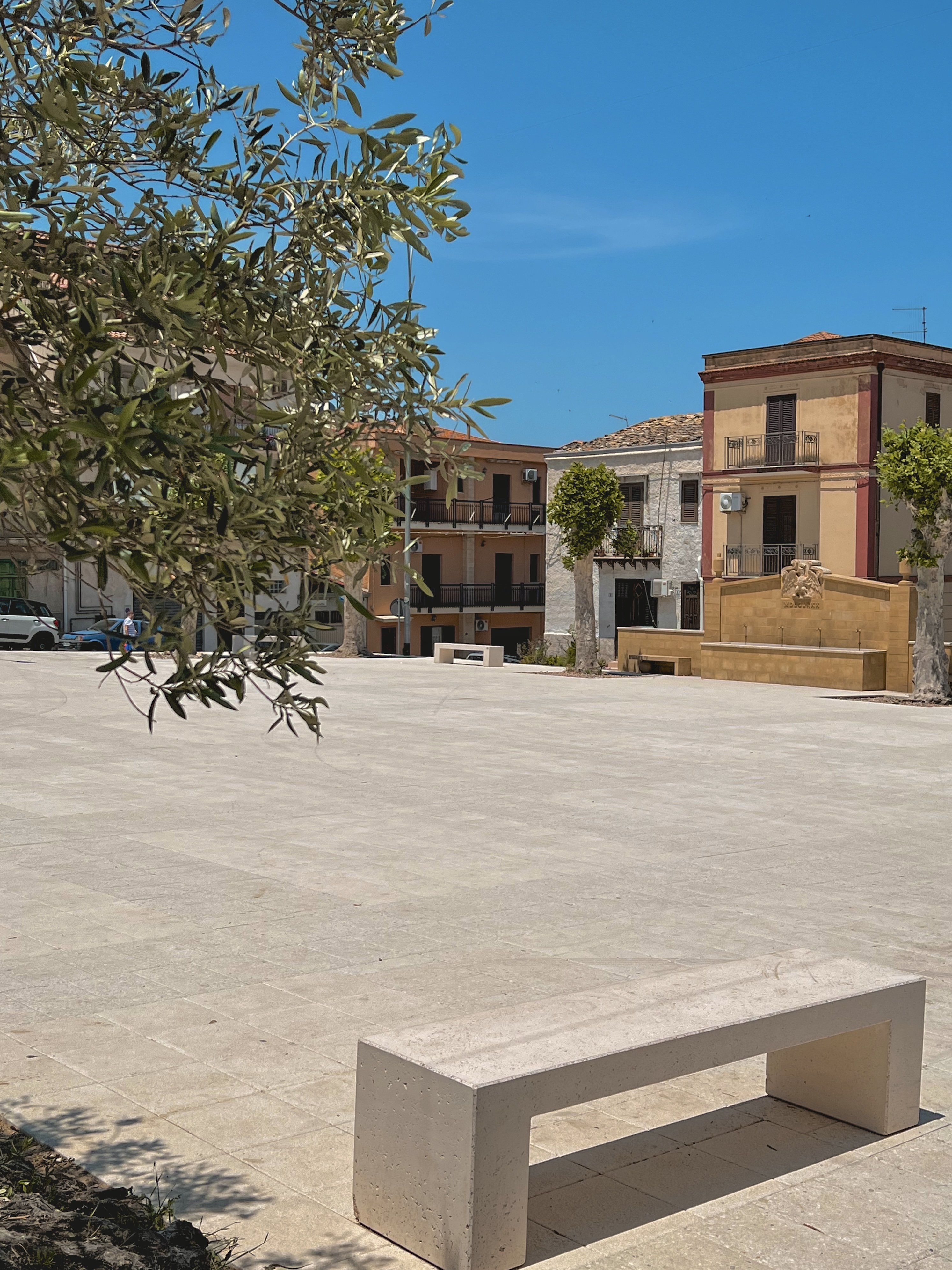
Piazza Caduti in Guerra.

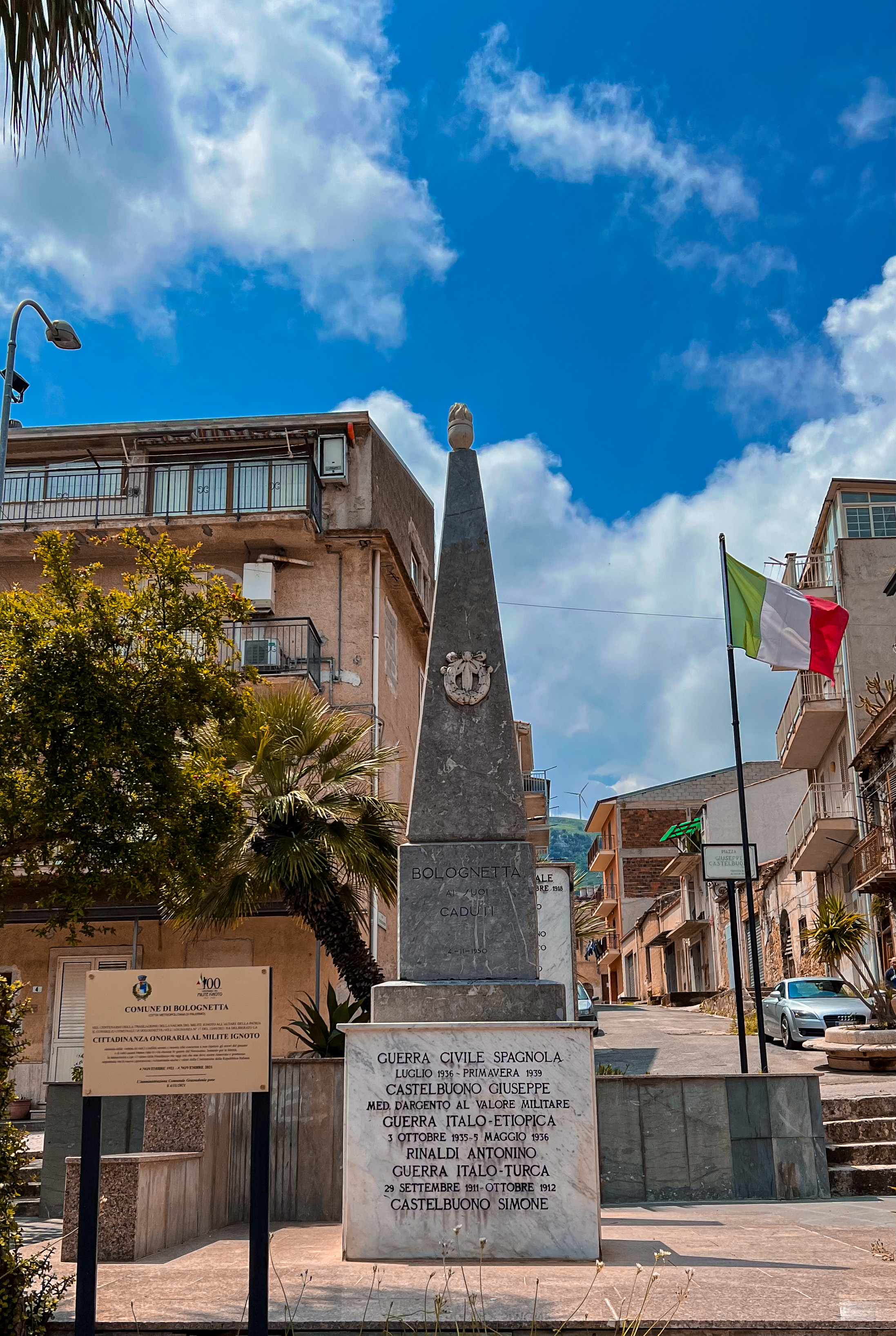
Piazza del Milite Ignoto

- Biblioteca comunale "Tommaso Bordonaro", istituita nel 1978.
- Piazza dei Caduti in Guerra, risalente alla fine del '700 a forma quadrangolare. Ex Piazza Fontana e Giolitti. Al centro si trova una fontana moderna che ha sostituito l'antico abbeveratoio. Nel 2013 è stato inaugurato il Muro dell'Antimafia, raffigurante le immagini di Placido Rizzotto, Padre Pino Puglisi, Giovanni Falcone, Paolo Borsellino e Peppino Impastato.
- Piazza dei Mille in cui è presente una statua in bronzo, il Monumento all'Emigrante, del 1987.
- Parco Robinson (oggi Parco Unità d'Italia).
- U' Malasenu, magazzino della famiglia Monachelli.
- In contrada Bosco, nei pressi di Pizzo Mangiatorello, si ha la presenza di 'u Pignu, un albero secolare punto di riferimento per gli abitanti. In contrada Torretta, al confine con il territorio di Casteldaccia, si trova la cascata naturale della grotta di San Nicola.

## Società

### Evoluzione demografica
Abitanti censiti

## Cultura

### Media
A Bolognetta è nata Radio Margherita (che solo pochi anni dopo la nascita avrebbe trasmesso a livello nazionale) di proprietà di Giuseppe Orobello. La sede in seguito fu trasferita a Palermo.

### Eventi
- Festa patronale di Sant'Antonio da Padova, con processione.
- Estate Bolognettese con processione di Sant'Antonio da Padova e vulata di l'ancili 'volo degli angeli', eventi in cui due bambine di circa 9 anni, cantano l'inno al santo patrono appese su due fili che vengono fatti scorrere da due balconi frontali in via Roma.
- Festa di San Giuseppe il 19 marzo, con la caratteristica tavolata.
- Epifania nella casa contadina (presepe vivente) che si svolge il 6 gennaio, e rievoca l'arrivo dei Re Magi in un contesto di vita contadina di inizio Novecento. Evento accompagnato a degustazione di prodotti tipici locali.
- Altre feste religiose: Corpus Domini, Venerdì Santo, Immacolata Concezione.
- Open Trip Fest, con concerti dal vivo, dj set e performance artistiche; che si svolgeva il 1º maggio presso il Parco Robinson e mira a promuovere realtà artistiche emergenti e affermate del circondario e non solo. Caratteristica peculiare della rassegna è quella di essere realizzata in base a principi di ecosostenibilità, attraverso il riuso e il riciclo.

## Geografia antropica
Il centro abitato di Bolognetta è suddiviso in diversi quartieri, alcuni dei quali formatisi a partire dal 1980. Tali quartieri sono: Piazza, Piano Castello, Strata Nova, Ultima Strada (via Bellini), Bivio, Oliveri, Pirainazzo, Scuole, Variante (via Luigi Sturzo), Campo Sportivo.
Dal 1980, molti abitanti risiedono nelle diverse contrade presenti nel territorio. Le più popolate sono Lordica, Scozzari, Cozzo Napolitano, Roccabianca, Grassurelli - Catalano, Casachella, Filaccina. Nuclei abitati sono presenti anche nelle contrade Dagariato, Liberto, Testa Montata, Passo di fico, Bosco.

## Infrastrutture e trasporti
Il territorio di Bolognetta è attraversato da tre vie di comunicazione stradali: la Scorrimento veloce Palermo-Agrigento, la Strada statale 118 Corleonese Agrigentina, e la SP 77 Villabate - Villafrati. La stazione ferroviaria di Palermo Centrale dista 25 km. L'aeroporto Falcone e Borsellino di Palermo dista 55 km.

## Economia
L'economia si basa prevalentemente sul settore terziario e dei servizi. Presente è anche il turismo, specie di ambito locale. 
Il reddito imponibile medio pro-capite dichiarato nel 2014 è stato di euro 13059,27 con un incremento dell'1,9% rispetto al 2013, posizionandosi tra i comuni italiani al 6490º posto.

## Amministrazione
Di seguito è presentata una tabella relativa alle amministrazioni che si sono succedute in questo comune.
| Periodo          | Periodo          | Primo cittadino                                             | Partito                     | Carica                    | Note   |
| ---------------- | ---------------- | ----------------------------------------------------------- | --------------------------- | ------------------------- | ------ |
| 30 giugno 1988   | 11 dicembre 1990 | Antonino Lo Cascio                                          | Partito Socialista Italiano | Sindaco                   | [ 12 ] |
| 15 dicembre 1990 | 7 giugno 1993    | Gaspare Greco                                               | Democrazia Cristiana        | Sindaco                   | [ 12 ] |
| 7 giugno 1993    | 1º dicembre 1997 | Antonino Lo Cascio                                          | lista civica                | Sindaco                   | [ 12 ] |
| 23 dicembre 1995 | 17 giugno 1996   | Giovanni Leone                                              |                             | Comm. straordinario       | [ 12 ] |
| 1º dicembre 1997 | 28 maggio 2002   | Riccardo Incagnone                                          | lista civica                | Sindaco                   | [ 12 ] |
| 28 maggio 2002   | 15 maggio 2007   | Riccardo Incagnone                                          | lista civica                | Sindaco                   | [ 12 ] |
| 15 maggio 2007   | 8 maggio 2012    | Gaspare Greco                                               | lista civica                | Sindaco                   | [ 12 ] |
| 8 maggio 2012    | 11 giugno 2017   | Antonino Tutone                                             |                             | Sindaco                   | [ 12 ] |
| 11 giugno 2017   | 19 novembre 2021 | Gaetano Grassadonia                                         | lista civica                | Sindaco                   | [ 12 ] |
| 19 novembre 2021 | in carica        | Giuseppina Addelfio, Rosa Inzerilli, Antonietta Maria Manzo |                             | Commissione straordinaria | [ 12 ] |

## Sport
Calcio
Il Bolognetta Calcio milita nel campionato di Promozione girone A, Sicilia.
Pallavolo
A metà degli anni 2000 la Pallavolo Bolognetta raggiunse la serie D nel campionato italiano di pallavolo maschile.